# Liste der Monuments historiques in Épernay
Die Liste der Monuments historiques in Épernay führt die Monuments historiques in der französischen Gemeinde Épernay auf.

## Liste der Immobilien
| Bezeichnung                                      | Beschreibung | Standort                          | Kennzeichnung | Schutzstatus | Datum | Bild           |
| ------------------------------------------------ | --- | --------------------------------- | ------------- | ------------ | ----- | -------------- |
| Bankgebäude                                      | Ausstattung des Salons im Erdgeschoss und der Räume im ersten Obergeschoss, 18. Jahrhundert                                                     | 38 rue Général Leclerc (Lage)     | PA00078700    | Inscrit      | 1949  |                |
| Produktionsgebäude von „Champagne de Castellane“ | zwischen 1889 und 1904 erbaut, teilweise Marius Toudoire zugeschrieben                                                                          | 57 rue de Verdun (Lage)           | PA00078918    | Inscrit      | 1990  | weitere Bilder |
| Hôtel de Ville                                   | ehemals Hôtel Auban-Moët, Mitte des 19. Jahrhunderts, Architekt Victor Lenoir; mit Ausstattung, Wirtschaftsgebäude, Park und Monument aux Morts | 7 avenue de Champagne (Lage)      | PA51000018    | Inscrit      | 2012  | weitere Bilder |
| Fort Chabrol                                     | ehemalige Pfropfanstalt und önologisches Labor von Moët & Chandon, 1900, Architekt Henri Piquart                                                | 1 avenue de Mardeuil (Lage)       | PA51000021    | Inscrit      | 2012  | weitere Bilder |
| Kirche St-Martin                                 | Portal der 1828 abgebrochenen Abteikirche, bezeichnet 1540                                                                                      | Place Hugues Plomb (Lage)         | PA00078699    | Classé       | 1840  | weitere Bilder |
| Theater                                          | 1903 erbaut, Architect Stanislas Loison | Place Pierre Mendès France (Lage) | PA00078701    | Inscrit      | 1988  | weitere Bilder |
| Château Perrier                                  | von 1852 bis 1856 erbaut, Architekt Eugène Cordier; mit Park; heute Musée du vin de Champagne et d’Archéologie régionale                        | 13 avenue de Champagne (Lage)     | PA51000019    | Classé       | 2013  | weitere Bilder |
| Fassadenelemente                                 | aus der Mitte des 16. Jahrhunderts | 7 rue du Docteur-Verron (Lage)    | PA00125383    | Inscrit      | 1993  | weitere Bilder |

## Liste der Objekte
| Bezeichnung                                                        | Beschreibung                                                                                                   | Standort                                                                | Kennzeichnung | Schutzstatus | Datum | Bild           |
| ------------------------------------------------------------------ | --- | ----------------------------------------------------------------------- | ------------- | ------------ | ----- | -------------- |
| Gemälde Belagerung von Rhodos                                      | Ölfarbe auf Holz, 16. Jahrhundert                                                                              | im Musée du vin de Champagne et d’Archéologie régionale (Lage)          | PM51000380    | Classé       | 1923  | weitere Bilder |
| Sakristeibrunnen                                                   | Kupfer, 18. Jahrhundert                                                                                        | in der Kapelle Notre-Dame-de-l’Assomption des Hôpital Auban-Moët (Lage) | PM51000383    | Classé       | 1974  |                |
| Orgel (1)                                                          | Haupteintrag für PM51000389                                                                                    | in der Kirche St-Pierre-et-St-Paul (Lage)                               | PM51001750    | Classé       | 1979  |                |
| Instrumentalteil der Orgel (1)                                     | 1897/98 von Aristide Cavaillé-Coll gebaut                                                                      | in der Kirche St-Pierre-et-St-Paul (Lage)                               | PM51000389    | Classé       | 1979  |                |
| Funde aus den Grotten von Saran                                    | jungsteinzeitlich                                                                                              | im Musée du vin de Champagne et d’Archéologie régionale (Lage)          | PM51001690    | Classé       | 1944  |                |
| Fünf Opferstöcke                                                   | Bronze oder Gusseisen, 19. Jahrhundert                                                                         | in der Kirche St-Pierre-et-St-Paul (Lage)                               | PM51003537    | Inscrit      | 2015  |                |
| Kelch und Patene                                                   | Silber, vergoldet, Halbedelstein, 1897 von Placide Poussielgue-Rusand                                          | in der Kirche St-Pierre-et-St-Paul (Lage)                               | PM51003535    | Inscrit      | 2015  |                |
| Taufbecken                                                         | Stein, Bronze, 1897                                                                                            | in der Kirche St-Pierre-et-St-Paul (Lage)                               | PM51003541    | Inscrit      | 2015  |                |
| Messgeschirr (1)                                                   | Silber, 19. Jahrhundert                                                                                        | in der Kirche St-Pierre-et-St-Paul (Lage)                               | PM51003760    | Inscrit      | 2015  |                |
| Kirchenfenster                                                     | aus der abgebrochenen Abteikirche St-Martin, erste Hälfte des 16. Jahrhunderts                                 | in der Kirche Notre-Dame (Lage)                                         | PM51000379    | Classé       | 1908  |                |
| Vorgeschichtliche Funde                                            | Inventar Teil 1, Nr. 1 bis 794                                                                                 | im Musée du vin de Champagne et d’Archéologie régionale (Lage)          | PM51000381    | Classé       | 1944  |                |
| Konsoltisch                                                        | Holz, vergoldet, Marmor, 18. Jahrhundert                                                                       | in der Kirche Notre-Dame (Lage)                                         | PM51000385    | Classé       | 1975  |                |
| Funde aus dem Gräberfeld Les Jogasses bei Chouilly (1)             | hallstattzeitlich; Inventar Teil 1, Nr. 795 bis 1222                                                           | im Musée du vin de Champagne et d’Archéologie régionale (Lage)          | PM51001688    | Classé       | 1944  |                |
| Funde aus dem Dolmen du Reclus bei Bannay                          | vorgeschichtlich                                                                                               | im Musée du vin de Champagne et d’Archéologie régionale (Lage)          | PM51001692    | Classé       | 1944  |                |
| Orgel (2)                                                          | Haupteintrag für PM51001752                                                                                    | in der Kirche Notre-Dame (Lage)                                         | PM51001751    | Classé       | 1979  |                |
| Instrumentalteil der Orgel (2)                                     | 1868 von Aristide Cavaillé-Coll gebaut; aus dem gleichnamigen Vorgängergebäude                                 | in der Kirche Notre-Dame (Lage)                                         | PM51001752    | Classé       | 1979  |                |
| Kelch, Patene und Ziborium                                         | Silber, vergoldet, Email, Halbedelsteine, um 1900                                                              | in der Kirche Notre-Dame (Lage)                                         | PM51003534    | Inscrit      | 2015  |                |
| Grüner Ornat                                                       | Kasel, Dalmatik, Stola, Manipel, Bursa und Kelchvelum; Seide, bestickt, um 1897                                | in der Kirche St-Pierre-et-St-Paul (Lage)                               | PM51003540    | Inscrit      | 2015  |                |
| Roter Ornat                                                        | Kasel, Dalmatik, Stola, Manipel, Bursa und Kelchvelum; Seide, bestickt, um 1897                                | in der Kirche St-Pierre-et-St-Paul (Lage)                               | PM51003539    | Inscrit      | 2015  |                |
| Grabstein für Marguerite de Chastelvilain                          | Stein, bezeichnet 1351                                                                                         | in der Kirche Notre-Dame (Lage)                                         | PM51000378    | Classé       | 1908  |                |
| Gemälde Porträt von Victor Camille Auban, genannt Auban-Moët       | Ölfarbe auf Leinwand, Holzrahmen, 1889                                                                         | im Hôpital Auban-Moët (Lage)                                            | PM51000384    | Classé       | 1974  |                |
| Skulptur Ecce Homo                                                 | Kalkstein, 16. Jahrhundert                                                                                     | in der Kapelle St-Laurent (Lage)                                        | PM51003528    | Inscrit      | 2015  |                |
| Skulptur Heilige Maria Magdalena                                   | Kalkstein, 16. Jahrhundert                                                                                     | in der Kapelle St-Laurent (Lage)                                        |               | Inscrit      | 2015  |                |
| Rosa Ornat                                                         | Kasel, Stola, Manipel, Bursa und Kelchvelum; Seide, bestickt, um 1897                                          | in der Kirche St-Pierre-et-St-Paul (Lage)                               | PM51003538    | Inscrit      | 2015  |                |
| Monstranz (1)                                                      | Silber, Halbedelsteine, zweite Hälfte des 19. Jahrhunderts                                                     | in der Kirche St-Pierre-et-St-Paul (Lage)                               | PM51003563    | Inscrit      | 2015  |                |
| Buntglasfenster                                                    | von Jacques Grüber, 1921                                                                                       | im Maison Gallice (Lage)                                                | PM51003297    | Inscrit      | 1991  |                |
| Zwei Sessel                                                        | Holz, Stoff, 18. Jahrhundert                                                                                   | in der Kapelle Notre-Dame-de-l’Assomption des Hôpital Auban-Moët (Lage) | PM51000382    | Classé       | 1974  |                |
| Skulptur Madonna mit Kind (1)                                      | Stein, farbig gefasst, spätmittelalterlich                                                                     | in der Kirche Notre-Dame (Lage)                                         | PM51000388    | Classé       | 1976  |                |
| Zwei Kohlezeichnungen und 17 Abgüsse vorgeschichtlicher Skulpturen | aus Coizard, Courjeonnet, Villevenard und Chouilly                                                             | im Musée du vin de Champagne et d’Archéologie régionale (Lage)          | PM51001693    | Classé       | 1944  |                |
| Messgeschirr (2)                                                   | Silber, 19. Jahrhundert                                                                                        | in der Kirche St-Pierre-et-St-Paul (Lage)                               | PM51003759    | Inscrit      | 2015  |                |
| Skulptur Heiliger Sebastian                                        | Stein, 16. Jahrhundert                                                                                         | in der Kapelle St-Laurent (Lage)                                        | PM51003531    | Inscrit      | 2015  |                |
| Kelch, Patene, Messkännchen und Tablett                            | Silber, vergoldet, Email, Ende des 19. Jahrhunderts                                                            | in der Kirche Notre-Dame (Lage)                                         | PM51003533    | Inscrit      | 2015  |                |
| Gemälde Porträt von Mme Auban-Moët                                 | Ölfarbe auf Leinwand, Holzrahmen, 19. Jahrhundert, von Jules-Joseph Lefebvre                                   | im Hôpital Auban-Moët (Lage)                                            | PM51003564    | Inscrit      | 2015  |                |
| Funde aus dem Gräberfeld Les Jogasses bei Chouilly (2)             | Schmuckstücke, Waffen und Vasen, hallstattzeitlich; Inventar Teil 1, Nr. 1223                                  | im Musée du vin de Champagne et d’Archéologie régionale (Lage)          | PM51001689    | Classé       | 1944  |                |
| Funde aus den Grotten von Coizard-Joches und Courjeonnet           | etwa 25 Einzelstücke, jungsteinzeitlich                                                                        | im Musée du vin de Champagne et d’Archéologie régionale (Lage)          | PM51001691    | Classé       | 1944  |                |
| Jungsteinzeitliches bis merowingerzeitliches Fundmaterial          | Material unterschiedlicher Zeitstellung, Fundorte hauptsächlich in Frankreich, aber auch außerhalb Europas     | im Musée du vin de Champagne et d’Archéologie régionale (Lage)          | PM51001694    | Classé       | 1944  |                |
| Jungsteinzeitliches bis mittelalterliches Fundmaterial             | Material unterschiedlicher Zeitstellung, Fundorte in Frankreich; Inventar Teil 2, Nr. 1 bis 10154              | im Musée du vin de Champagne et d’Archéologie régionale (Lage)          | PM51001695    | Classé       | 1944  |                |
| Gemälde Bekehrung der Fischerin                                    | Ölfarbe auf Leinwand, Anfang des 17. Jahrhunderts                                                              | in der Kirche Notre-Dame (Lage)                                         | PM51000386    | Classé       | 1975  |                |
| Gemälde Heilige Genoveva                                           | Ölfarbe auf Leinwand, 1745                                                                                     | in der Kirche Notre-Dame (Lage)                                         | PM51000387    | Classé       | 1977  |                |
| Skulptur Heiliger Laurentius                                       | Holz, farbig gefasst, 19. Jahrhundert                                                                          | in der Kapelle St-Laurent (Lage)                                        | PM51003529    | Inscrit      | 2015  |                |
| Skulptur Madonna mit Kind (2)                                      | Kalkstein, 16. oder 17. Jahrhundert                                                                            | in der Kirche Notre-Dame (Lage)                                         | PM51003532    | Inscrit      | 2015  |                |
| Zwei Skulpturen: Petrus und Paulus                                 | Kalkstein, Bronze, um 1897                                                                                     | in der Kirche St-Pierre-et-St-Paul (Lage)                               | PM51003536    | Inscrit      | 2015  |                |
| Monstranz (2)                                                      | Silber, Halbedelsteine, Amethyst und Topas, zweite Hälfte des 19. Jahrhunderts, von Placide Poussielgue-Rusand | in der Kirche St-Pierre-et-St-Paul (Lage)                               | PM51003562    | Inscrit      | 2015  |                |